# Az aranykakas
Az aranykakas Nyikolaj Andrejevics Rimszkij-Korszakov utolsó, 1909. október 7-én, Szentpétervárott bemutatott, háromfelvonásos operája. Az opera szövegkönyvét Vlagyimir Ivanovics Belszkij egy Puskin-mese alapján írta meg.

## Az opera története
Miután a japán kormánynak világossá vált, hogy tárgyalásos úton soha sem fogja megkapni Mandzsúriát, 1904-ben támadást indított Port Arthur ellen. A rosszul szervezett orosz hadsereg mindjárt az első csatát elvesztette és az utána következő összecsapások jelentős hányada is orosz vereséggel végződött. Az orosz haderőt egy olyan ország kényszerítette térdre, amelyről korábban senki sem gondolta volna, hogy komoly katonai erő kifejtésre képes.
Rimszkij-Korszakov röviddel az események után, 1906-ban kezdett hozzá utolsó operájának komponálásához. Puskin eredeti meséjét a katonai tehetségtelenség, a nemesi ostobaság és a politikai korrupció történetévé formálta át, vagyis Az aranykakas lett a szerző leginkább társadalombíráló színpadi műve. A cenzúra persze nem hagyta jóvá a darab bemutatását a szerző életében, az 1909-es premiere is csak jelentős húzásokkal kerülhetett sor. Ezután jó ideig nem játszották a darabot Oroszországban.
1914-ben Szergej Pavlovics Gyagilev Párizsban balett-operaként vitte színre Mihail Mihaljovics Fokin koreográfiájával. Még ebben az évben lezajlott a londoni, négy évvel később a New York-i ősbemutató is. 1923-ban színre került Berlinben és Antwerpenben, 1925-ben Torinóban és Buenos Airesben, a következő évben Varsóban, 1928-ban Rigában, és 1929-ben Bécsben is. Az 1932-es moszkvai felújítás alkalmával a prológusban és az utójátékban az asztrológus Rimszkij-Korszakovnak maszkírozva jelent meg, ezzel is hangsúlyozva a darab cselekményének megszívlelendő voltát.
A második világháború után aztán a darab igazi sikertörténetet futott be: 1947-ben Párizsban, 1954-ben Londonban, majd 1967-ben New Yorkban, a következő évben pedig Berlinben újították fel. 1969-ben lezajlott a lipcsei ősbemutató, 1979-ben Darmstadtban, 1981-ben Liègeben, majd három évben Nancyban mutatták be. 1985-ben ismét elővették Varsóban, a következő évben pedig Torinóban is felújították. A Magyar Állami Operaház 1968-ban mutatta be, mindmáig ez a szerző egyetlen operája, amelyet bemutatott az operaház.

## Az opera szereplői és helyszínei
| Szereplő          | Hangfekvés                |
| ----------------- | ------------------------- |
| Dodon cár         | bariton                   |
| Gvidon herceg     | tenor                     |
| Afron herceg      | basszbariton vagy bariton |
| Polkán, hadvezér  | basszus                   |
| Analfa, dajka     | alt                       |
| Az asztrológus    | tenor-altino              |
| Semaha királynője | szoprán                   |
| Az aranykakas     | szoprán                   |

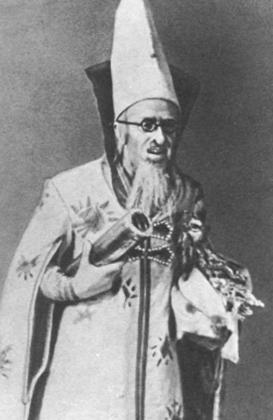
Vlagyimir Pikok énekelte az asztrológus szerepét az opera premierjén. (Szolodovnyikov Színház, Moszkva, 1909)

- Kórus: a cár tanácsadói, katonaság, a királynő kísérete, nép.
- Történik: mesebeli időkben
- Színhelyek: I. felvonás; Dodon palotája, II. felvonás; csatatér, Semaha királynőjének sátra előtt, III. felvonás; a cár palotája előtt
- Játékidő: 2 óra 15 perc

## Az opera cselekménye

### Prológus
A csillagász a színpadra lép és közli a hallgatósággal, hogy a történet csak mese, de a belőle levonható tanulság mindig érvényes marad!

### I. felvonás
Dodon cár birodalmát ellenség fenyegeti. A cár udvartartásától kér tanácsot, hogy mitévő legyen. Polkán generális harcra tüzeli az uralkodót, de a többiek nyugalomra intik. Ők szeretnék elkerülni a vérontást. Ekkor jelenik meg az asztrológus. Egy aranykakast hozott ajándékba Dodonnak. A kakas majd jelzi, ha az országot igazi veszély fenyegeti: ekkor ugyanis harsány kiáltozásba fog kezdeni, az egyébként csöndes madár. A cár hálából megígéri a csillagásznak, hogy bármit kérhet ajándékáért cserébe. Mivel az állat most éppen csöndben van Dodon megnyugszik. Vacsorát hozat magának, majd lefekvéshez készülődik. Ám amint lehajtaná a fejét, a kakas máris megszólal. Dodon gyorsan sereget toboroz, az élére saját fiait állítja, majd hadba küldi őket. Ezután megnyugszik a kakas és végre a cár is álomra hajthatja fejét. Az uralkodó Semaha csodálatos szépségű királynőjéről álmodik. De a kakas hamarosan megint felriasztja. Ekkor már nem tehet mást, maga vezeti megmaradt katonáit harcba.

### II. felvonás

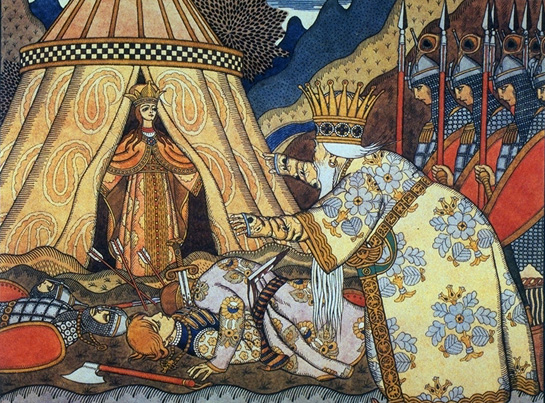
Dodon és Semaha királynő találkozása. Ivan Jakovlevics Bilibin rajza

A cár hadait szétkergették, fiai is elestek a csatában. Dodon maradék seregével egyszer csak Semaha királynőjének sátra előtt találja magát. A királynő szívélyesnek mutatkozik: a cárt és egész kíséretét vendégül látja. Dodont annyira megbűvöli szépségével, hogy a szerelmes uralkodó egész birodalmát odaígéri neki. Elhatározza, hogy feleségül veszi.

### III. felvonás
Dodon palotája előtt gyülekezik a nép. Várja a cár és az új cárnő hazatérését. Egyszer csak megjelenik az asztrológus és az aranykakasért cserébe a cárnő kezét követeli. Dodon éktelen haragra gerjed és jogarával agyonüti a csillagászt. Az aranykakas ezt látva bosszút áll gazdája gyilkosán: addig üti csőrével a cár fejét, amíg az holtan nem esik össze. Ezután hirtelen elsötétül a világ. A távolból Semaha királynőjének gúnyos kacaja hallatszik, aki az aranykakassal távozott.

### Epilógus
A csillagász ismét megjelenik, hogy a közönséghez szóljon. Ezúttal azt adja a publikum tudomására, hogy a véres és szomorú történet szereplői közül csak ő és a királynő alakja valódi, élő személy, a többi figura csak kitalált, csak mese.

## Az opera zenéje
Utolsó operájában Rimszkij-Korszakov végleg szakított korábbi színpadi művei romantikus, orosz folklórra építő stílusával. Az aranykakas zenéje tele van új, szokatlan harmóniákkal és dallamvezetéssel, amelyet a korábbinál is színesebb hangszerelés tesz vibrálóvá. Ennek az új zenei nyelvnek az eszközei közé tartozik a dúr hármas hangzatok kromatikus csúsztatása, a megszokott dúr-moll tonalitás felbontása. A kórus szerepe meglepő módon visszaszorult. Az orosz operatermés és a korábbi Rimszkij-Korszakov operákhoz képest jóval szerényebb.
Az opera uralkodó hangulata a baljóslatúság. Az asztrológus szólamát olykor harangjátékon megszólaló, tört staccato hangzatok kísérik, amelyeket a szerző a tenor magas regisztereibe helyezett, ezeknek hangzása inkább hangszer, mint ének hatású és Schönberget vetítik előre. Semaha királynő jellemrajzát egy csúszkáló kromatikus formula írja le. Ez a hanghatás nagyon jól jellemzi kegyetlen személyiségét, és fontos szerepet játszik Dondon elcsábításában. Az aranykakas szólamához ingerlékeny, feszült trombita téma társul. Dondon és a királynő több népzenei ihletésű áriát kapott, de összességében az egész mű hagyomány rombolóan keserű.

## Diszkográfia
- Alekszej Pavlovics Koroljov (Dodon cár), Antonyina Nyikolajevna Klescsova (Amelfa), Pavel Mihajlovics Pontrjagin (Az asztrológus), Nagyezsda Appolinarjevna Kazanceva (Semaha királynője), Lina Suhat (Az aranykakas) stb.; a Szovjetunió Össz-szövetségi Rádiója és Központi Televíziója Énekkara és Szimfonikus Zenekara, vezényel: Alekszandr Vasziljevics Gauk (1951) Aquarius Classic AQVR 350-2
- Alekszej Pavlovics Koroljov (Dodon cár), Antonyina Nyikolajevna Klescsova (Amelfa), Gennagyij Mihajlovics Piscsajev (Az asztrológus), Klara Grigorjevna Kagyinszkaja (Semaha királynője), Nyina Poljakova (Az aranykakas) stb.; a Szovjetunió Össz-szövetségi Rádiója és Központi Televíziója Nagy Énekkara és Szimfonikus Zenekara, vezényel: Jevgenyij Alekszejevics Akulov és Alekszej Mihajlovics Kovaljov (1962 és 1968) Мелодия MELCD 10 02331 és Naxos 9.80996-98 [eltérő digitalizálás]
- Nikolaj Sztoilov (Dodon cár), Evgenija Babacseva (Amelfa), Ljubomir Gyakovszkij (Az asztrológus), Elena Sztojanova (Semaha királynője), Javora Sztojlova (Az aranykakas) stb.; Szófiai Nemzeti Opera Ének- és Zenekara, vezényel: Dimitar Manolov (1985) Capriccio C10 760-61